# Amyema corniculata
Amyema corniculata är en tvåhjärtbladig växtart som beskrevs av Danser. Amyema corniculata ingår i släktet Amyema och familjen Loranthaceae. Inga underarter finns listade i Catalogue of Life.